# Wolfram Eilerts
Wolfram Eilerts (* 27. Mai 1956; † 10. Dezember 2024 in Oftersheim) war ein deutscher Religionspädagoge in Mannheim und lebte in Oftersheim. 1996 wurde er an der Pädagogischen Hochschule Heidelberg promoviert. Bis zu seiner Pensionierung 2019 war Eilerts Rektor der Mannheimer Wohlgelegenschule. Er war außerdem stellvertretender Leiter der Kinderakademie Mannheim. Wolfram Eilerts ist am 10. Dezember 2024 verstorben.

## Schriften
- Zur Lehrplanentwicklung des evangelischen Religionsunterrichts der Evangelischen Landeskirche von Baden (1967 bis 1979) Idstein 1996 (Dissertation). ISBN 3-8248-0213-9
- Kursbuch Religion Elementar (Hrsg., mit Heinz-Günter Kübler): 5/6.: 2006; 7/8.: 2004; 9/10.: Stuttgart (Calwer) 2006
- Kursbuch Religion elementar Lehrermaterialien(Hrsg., mit Heinz-Günter Kübler): 5.6.: 2006; 7/8.: 2007; 9/10.: 2009, Stuttgart